# Ken Salazar
Pour les articles homonymes, voir Salazar.
Kenneth Lee Salazar, dit Ken Salazar, né le 2 mars 1955 à Alamosa (Colorado), est un avocat, homme politique et diplomate américain.
Membre du Parti démocrate, il est sénateur des États-Unis pour le Colorado entre 2005 et 2009, puis secrétaire à l'Intérieur entre 2009 et 2013 dans l'administration du président Barack Obama. Il est ambassadeur des États-Unis au Mexique de 2021 à 2025.

## Biographie

### Débuts politiques
Ken Salazar est né le 2 mars 1955 à Alamosa, dans la vallée de San Luis au Colorado. Diplômé en science politique et en droit, il commence sa carrière professionnelle au début des années 1980 au sein d'un cabinet juridique.
En 1986, il devient conseiller juridique de Roy Romer, gouverneur du Colorado. En 1990, il est nommé au cabinet de l'État du Colorado en tant que directeur du département des Ressources naturelles, puis retourne dans le privé en 1994 avant d'être élu en 1998 au poste de procureur général d'État avec près de 50 % des voix. Il est plus aisément réélu en 2002, avec 57,9 % des voix.

### Sénateur des États-Unis
En 2004, il se présente aux primaires démocrates, qu'il remporte, pour concourir à l'un des deux sièges du Colorado au Sénat des États-Unis, laissé vacant par le républicain sortant, Ben Nighthorse Campbell.
Ken Salazar est un démocrate modéré et atypique, souvent en opposition avec la base des militants de son parti. Il s'est longtemps opposé à l'adoption d'enfant par les homosexuels et est un partisan de la peine de mort.
Durant sa campagne électorale dans le Colorado contre le candidat républicain, Pete Coors, en 2004, il n'hésite pas à détourner les propos de ce dernier qui avait déclaré qu'Oussama ben Laden ne devait pas recevoir la peine de mort s'il était capturé.

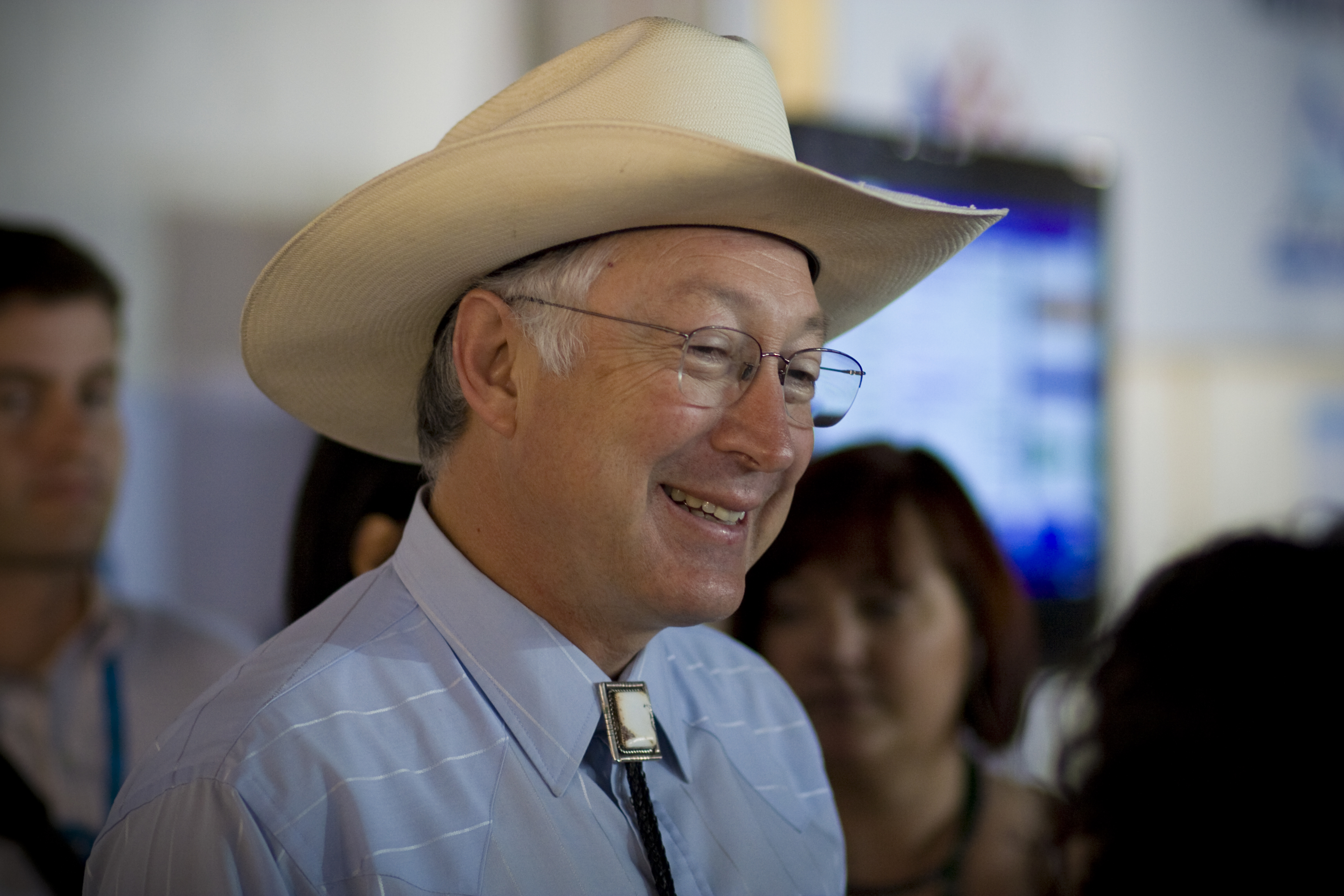
Ken Salazar en 2008.

Le 2 novembre 2004, Ken Salazar est élu sénateur d'une courte tête avec 51,3 % des suffrages contre 47,4 % à Pete Coors alors que son frère, John Salazar, est élu du 3e district congressionnel du Colorado à Chambre des représentants des États-Unis.
Ken Salazar et Mel Martínez (Floride) sont les premiers sénateurs fédéraux hispaniques des États-Unis depuis 1977. Peu de temps après sa prestation au Sénat en janvier 2005, il provoque la controverse chez ses collègues démocrates en introduisant et en soutenant d'emblée la candidature au poste de procureur général des États-Unis d'Alberto Gonzales, à côté duquel il s'assoit durant sa procédure de confirmation.

### Secrétaire à l'Intérieur

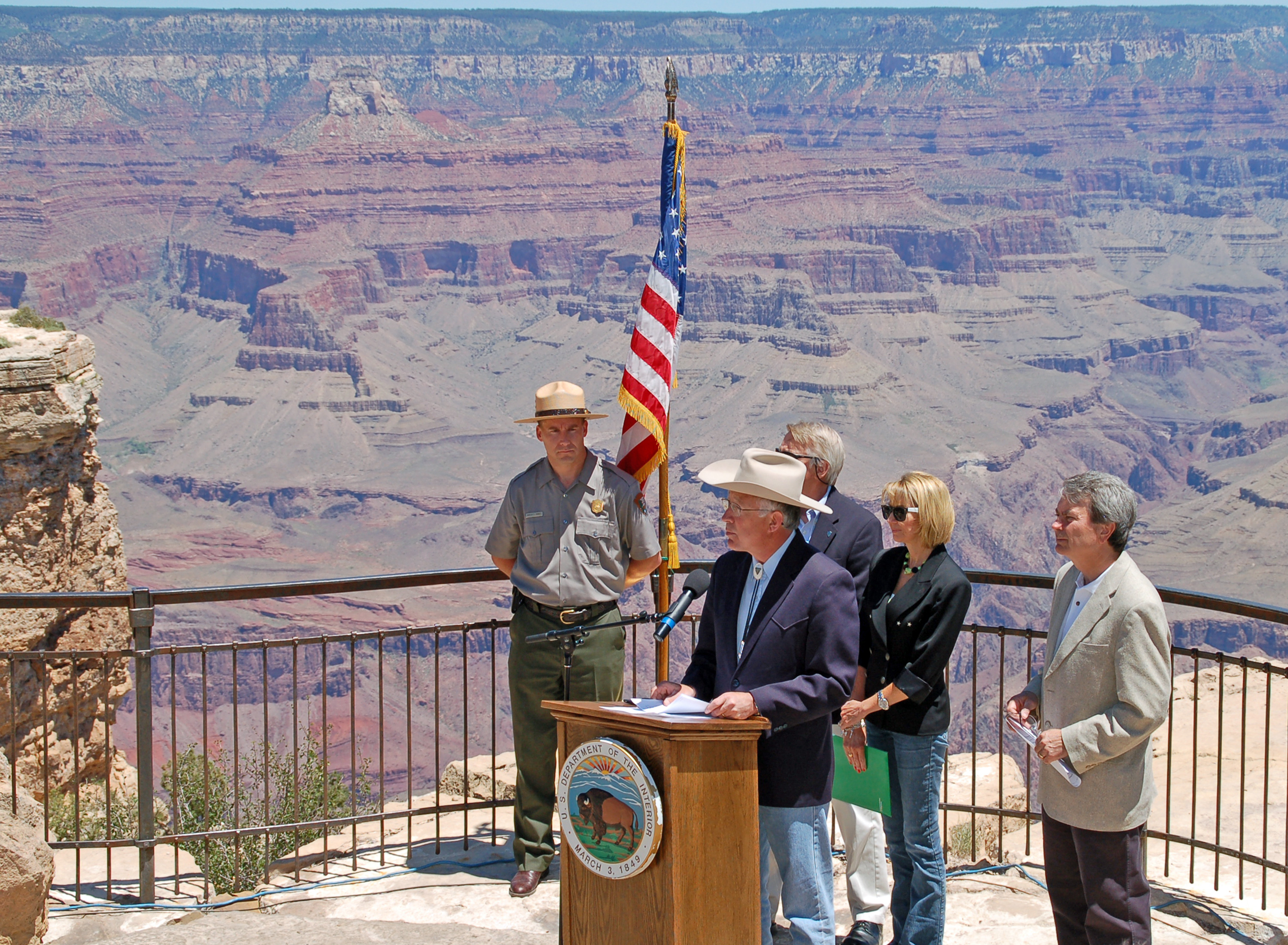
Ken Salazar au Grand Canyon, en 2011.

Ken Salazar est nommé secrétaire à l'Intérieur des États-Unis par le président Barack Obama le 20 janvier 2009.
Il annonce le 16 janvier 2013, qu'il quitte ses fonctions de secrétaire à l'Intérieur d'ici le mois de mars. Le président Obama annonce le 6 février 2013 qu'il sera remplacé par Sally Jewell.

### Ambassadeur au Mexique
Le 15 juin 2021, le président Joe Biden le nomme ambassadeur des États-Unis au Mexique. Sa nomination est confirmée par le Sénat le 11 août. Il entre en fonction dès lors qu'il présente ses lettres de créance au président mexicain Andrés Manuel López Obrador, le 14 septembre suivant. Il quitte son poste en janvier 2025.

### Vie privée
Marié et catholique, Ken Salazar a deux filles.